# Mesterholdenes Europa Cup finale 1956
Mesterholdenes Europa Cup finale 1956 var en fodboldkamp der blev spillet den 13. juni 1956. Kampen blev spillet foran 38.239 tilskuere på Parc des Princes i den franske hovedstad Paris, og skulle finde vinderen af Mesterholdenes Europa Cup 1955-56. De deltagende hold var spanske Real Madrid og franske Stade de Reims.
Det var kulminationen på den første udgave af Europa Cuppen for klubhold, det der senere blev til Champions League.
Real Madrid vandt kampen 4-3, efter de kom bagud med 0-2 efter ti minutters spilletid.
Kampen blev ledet af den engelske dommer Arthur Edward Ellis.

## Kampen

### Detaljer
| 13. juni 1956 20:30 (CET) |

| Real Madrid                                    | 4 – 3   | Stade de Reims                           |
| ---------------------------------------------- | ------- | ---------------------------------------- |
| Di Stéfano 14' · Rial 30', 79' · Marquitos 67' | Rapport | 6' Leblond · 10' Templin · 62' Hidalgo · |

| Parc des Princes, Paris Tilskuere: 38.239 Dommer: Arthur Edward Ellis (England) |